# 7205 Sadanori
7205 Sadanori eller 1995 YE1 är en asteroid i huvudbältet som upptäcktes den 21 december 1995 av den japanska astronomen Takao Kobayashi vid Ōizumi-observatoriet. Den är uppkallad efter Sadanori Okamura.
Asteroiden har en diameter på ungefär 5 kilometer.